# Montagny-Sainte-Félicité
Montagny-Sainte-Félicité – miejscowość i gmina we Francji, w regionie Hauts-de-France, w departamencie Oise.
Według danych na rok 1990 gminę zamieszkiwało 407 osób, a gęstość zaludnienia wynosiła 72 osoby/km² (wśród 2293 gmin Pikardii Montagny-Sainte-Félicité plasuje się na 603. miejscu pod względem liczby ludności, natomiast pod względem powierzchni na miejscu 814.).